# X cuánto?
X cuanto? (también conocido como "¿por cuánto?") fue un programa presentado por Arturo Valls emitido en varias autonómicas integradas en la FORTA, tales como Telemadrid, Canal Nou, Canal Sur o Euskal Telebista.
La idea original es una adaptación del concurso de la BBC "Resistance" y corrió a cargo de la productora BocaBoca.

## Funcionamiento del programa
El planteamiento principal del formato era demostrar y publicitar que la gente tiene un precio (en unidades monetarias de dinero). La mecánica se basa en torno al presentador, que aborda a espontáneos por la calle (no hay plató) para ofrecerles realizar un reto inusual a cambio de cierta suma. Si la persona accedía a participar, pasaba a una subasta en la que rivalizaba con otro concursante elegido de la misma forma.
La subasta tiene un límite prefijado cuyos concursantes desconocen, e irá ascendiendo poco a poco. El concursante puede hacer que suba la cotización de la apuesta y esperar a lograr lo que él considere una suma aceptable, para llevarse el dinero y realizar el reto, aunque también puede ocurrir que su contendiente se lleve el dinero antes que él, o que la puja supere el límite, por lo que nadie gana. En la subasta entra en juego la estrategia y capacidad de decisión de cada jugador.
Después de que el concursante haya vencido en la subasta, se realizará el reto y una vez éste haya concluido, se cobrará el premio. Las pruebas eran completamente diferentes en cada programa. Desde ser esposado, hasta llenar la casa del concursante de espuma por completo, pasando por romper su colección de discos, pintar la fachada de su casa de forma llamativa, o raparse el pelo al cero.

## Repercusión
El concurso duró una temporada (estrenado en el año 2003) con unos buenos datos de audiencia, sobre todo en Telemadrid donde meses después confiaron en el presentador Arturo Valls para que presentara un programa de zapeo producido por El Terrat, llamado Licencia para mirar, y que se emitió en la cadena madrileña y en Canal Sur.